# Кимура, Хэйтаро
Хэйтаро Кимура (яп. 木村 兵太郎 Кимура Хэйтаро:, 28 сентября 1888 — 23 декабря 1948) — генерал японской императорской армии.
Хэйтаро Кимура родился в 1888 году в префектуре Сайтама, но вырос в префектуре Хиросима. В 1908 году он закончил Рикугун сикан гакко, в 1916 — Рикугун дайгакко, был распределён в артиллерийские войска. Участвовал в Сибирской интервенции, затем служил военным атташе в Германии.
В 1920-х годах Хэйтаро Кимура служил в Инспекции артиллерии, был инструктором в Училище полевой артиллерии. В 1930 году был членом японской делегации на подписании Лондонского морского договора. По возвращении в Японию Хэйтаро Кимура был произведён в подполковники и стал командующим 22-м артиллерийским полком. В 1932—1934 годах он вновь служил инструктором в Училище полевой артиллерии, затем — в Училище береговой артиллерии.
В 1935 году Хэйтаро Кимура стал начальником Отдела контроля Бюро экономической мобилизации Министерства армии. В следующем году он стал главой Бюро артиллерии и получил звание генерал-майора. В 1939 году он стал генерал-лейтенантом и получил под командование 32-ю дивизию. В 1939—1940 годах он находился вместе с 32-й дивизией в Китае, с 1940 по 1941 годы был начальником штаба размещённой в Маньчжоу-го Квантунской армии.
С 1941 года Хэйтаро Кимура стал заместителем министра армии, помогая министру Хидэки Тодзио планировать военные операции в Китае и на Тихом океане. В 1943—1944 годах был членом Высшего военного совета.
В связи с ухудшением обстановки в Юго-Восточной Азии в 1944 году Хэйтаро Кимура был назначен командующим Бирманским фронтом и оставался на этом посту до конца войны. В 1945 году он был произведён в полные генералы.
После войны Хэйтаро Кимура был арестован Союзниками. Международный военный трибунал для Дальнего Востока признал его виновным по пунктам 1, 27, 29, 31, 32, 54 и 55 Обвинительного акта, и приговорил к смертной казни через повешение. Приговор был приведён в исполнение 23 декабря 1948 года.